# New Mexico State Route 80
New Mexico State Highway 80 ist ein nur 21 Meilen langer Highway im US-Bundesstaat New Mexico, der in Nord-Süd-Richtung verläuft.
Der Highway beginnt an der Arizona State Route 80 nahe Rodeo und endet östlich von Steins am Interstate 10. Die State Route gehörte zum U.S. Highway 80, bis der Teil westlich von Dallas aufgelöst wurde. Er durchquert dünn besiedeltes Gebiet und trifft nach etwa einem Drittel der Strecke auf die New Mexico State Route 9.